# Польсько-турецька війна (1633—1634)
По́льсько-туре́цька війна́ 1633—1634, війна між Річчю Посполитою та Османською імперією, що відбулася під час Смоленської війни Речі Посполитої з Московською державою та може розглядатися як «другий фронт» цієї війни.
Османська імперія вирішила скористатися складним становищем Речі Посполитої, що опинилася під ударом з боку Московського царства. Влітку 1633 року, начебто без дозволу османського султана, сілістрійський паша Абаза переправив через Дністер 2-тисячний татарський загін, що почав пустошити Поділля. Військо під проводом коронного гетьмана Станіслава Конєцпольського вигнало татар за Дністер, перейшло кордон і коло Сасового Рогу над Прутом розгромило їх.
Тоді на початку серпня 1633 року сам Абаза-паша з османським військом перейшов Дунай, долучив до себе військо господаря Молдови, і в середині жовтня зайняв старі шанці султана Османа з часу Хотинської війни 1621 року. Йому на зустріч вийшов Конєцпольський із 1000 кварцяного війська, 1250 запорожців і 7000 приватного магнатського війська. Військо Речі Посполитої зайняло старі шанці під Кам'янцем.
19 жовтня на допомогу Абаза-паші підійшли татари Буджацької орди. 23 жовтня Абаза, впевнений у перевазі свого війська, розпочав битву, але був розбитий, і був змушений відступити за кордон. Оскільки Абаза-паша раніше переконав султана Мурада в тому, що Річ Посполита не в стані опиратися османському нападу, султан наказав його задушити.
Наступного року Мурад проголосив джихад проти Речі Посполитої, але перемога коронного війська над армією Шеїна змусила його відмовитися від планів війни та укласти «вічний мир» із Річчю Посполитою.